# 천수경 (조선)
천수경(千壽慶, ? ~ 1818년)은 조선 후기의 학자이자 위항 시인이다. 자는 군선(君善), 호는 희헌(羲軒), 뒤에 송석원(松石園)·송석도인(松石道人)으로 바꾸었다.
유학과 한시문(漢詩文)을 교육했다. 한양 인왕산 옥류동 계곡 송석(松石) 아래에다 초가집을 마련하고 ‘송석도인’이라 자처하며 동인(同人)들을 모아 시를 읊었다. 1786년(정조 10) 여름에 결성된 이 모임을 송석원시사(松石園詩社)·옥계시사(玉溪詩社)라고 했다. 당시 송석원시사에 참여한 사람은 장혼(張混)·조수삼(趙秀三)·차좌일(車佐一)·김낙서(金洛瑞)·왕태(王太) 등이었다. 천수경은 1791년에 시사에서 읊은 시를 모아 『옥계아집첩(玉溪雅集帖)』을 만들었으며, 1793년에는 송석아회(松石雅會)를 개최한 뒤에 시첩을 만들었다. 그는 1797년에 333명이나 되는 시인들의 작품을 수록한 『풍요속선(風謠續選)』을 간행하여 『소대풍요(昭代風謠)』 이후 60년간 위항 문학이 성장한 자취를 보여주었다.

## 가족
천수경은 슬하에 아들 5형제를 두었는데, 이름을 일송(一松)·이석(二石)·삼족(三足)·사과(四過)·오하(五何)로 지었다. 일송(一松)과 이석(二石)은 자신의 아호(雅號)인 송석원(松石園)에서 따고, 셋째 아들 삼족(三足)은 아들이 셋이니 그만하면 족(足)하다는 뜻이고, 넷째 사과(四過)는 아들이 넷이면 너무 과(過)하다는 뜻이며, 오하(五何)는 또 아들을 낳았으니 어찌하면 좋겠느냐는 뜻이라고 한다.